# Черчилль (Пенсільванія)
Черчилль (англ. Churchill) — місто (англ. borough) в США, в окрузі Аллегені штату Пенсільванія. Населення — 3157 осіб (2020).

## Географія
Черчилль розташований за координатами 40°26′20″ пн. ш. 79°50′30″ зх. д. / 40.43889° пн. ш. 79.84167° зх. д. (40.438849, -79.841600).  За даними Бюро перепису населення США в 2010 році місто мало площу 5,67 км², уся площа — суходіл.

## Демографія
Згідно з переписом 2010 року, у селищі мешкало 3011 осіб у 1363 домогосподарствах у складі 935 родин. Густота населення становила 531 особа/км².  Було 1438 помешкань (254/км²).
Расовий склад населення:
| - 81,9 % — білих - 13,8 % — чорних або афроамериканців - 2,7 % — азіатів |

До двох чи більше рас належало 1,2 %. Частка іспаномовних становила 1,8 % від усіх жителів.
За віковим діапазоном населення розподілялося таким чином: 14,6 % — особи молодші 18 років, 59,7 % — особи у віці 18—64 років, 25,7 % — особи у віці 65 років та старші. Медіана віку мешканця становила 52,7 року. На 100 осіб жіночої статі у селищі припадало 90,1 чоловіків;  на 100 жінок у віці від 18 років та старших — 87,8 чоловіків також старших 18 років.
Середній дохід на одне домашнє господарство  становив 108 035 доларів США (медіана — 86 616), а середній дохід на одну сім'ю — 125 809 доларів (медіана — 101 364). Медіана доходів становила 63 203 долари для чоловіків та 55 357 доларів для жінок. За межею бідності перебувало 2,8 % осіб, у тому числі 3,3 % дітей у віці до 18 років та 2,1 % осіб у віці 65 років та старших.
Цивільне працевлаштоване населення становило 1590 осіб. Основні галузі зайнятості: освіта, охорона здоров'я та соціальна допомога — 37,6 %, фінанси, страхування та нерухомість — 14,4 %, науковці, спеціалісти, менеджери — 10,8 %, виробництво — 7,6 %.